# Иерусалимская академия музыки и танца
Иерусалимская академия музыки и танца (ивр. האקדמיה למוסיקה ולמחול בירושלים‎) — школа музыки и исполнительских искусств в Иерусалиме. Он расположен на территории кампуса Гиват Рам Еврейского университета в Иерусалиме.

## История
Иерусалимская консерватория была основана в августе 1933 года скрипачом Эмилем Хаузером, который был её первым директором. Его жена, Хелена Каган, пионер педиатрической медицины в догосударственном Израиле, была почетным секретарем в 1938—1946 годах. Директором школы была Йохевед Досторевский, пианистка, иммигрировавшая в Иерусалим из Вены. Израильский композитор Йоcеф Таль возглавлял академию в 1948-52 годах Занятия проводились в здании на углу площади Циона в центре Иерусалима. Поскольку число учеников росло, школа переехала в арендованные помещения, в здание Шмидта, на улице Гиллеля.
В 1958 году Самюэль Рубин, президент Норманнского фонда (ныне Американо-израильский культурный фонд), пожертвовал крупную сумму денег на покупку здания на улице Смоленскина в иерусалимском районе Рехавия. Инаугурация прошла в присутствии Голды Меир, Тедди Коллека и других высокопоставленных лиц. На церемонии школа была переименована в Музыкальную академию Рубина в Иерусалиме.
В том же году была создана библиотека Академии под руководством Клода Абраванеля. За 35 лет его работы на посту директора библиотека собирала книги, журналы, партитуры, первые издания и тому подобное. Коллекция сейчас находится в библиотеке Академии и в израильском музыкальном архиве, основанном в 1988 году.
Эдит Герзон-Киви, этномузыколог, специализирующийся на этнической музыке восточных еврейских общин Палестины и Израиля, преподавала там историю музыки в 1942 году. При поддержке Эмиля Хаузера она основала Фонографический архив Палестинского института фольклора и этнологии и коллекция этнических музыкальных инструментов академии.
В 1965 году Хассиа Леви-Агрон, пионер танца в Израиле, основала в школе танцевальное отделение . Израильский дирижёр Менди Родан возглавлял школу в 1984-93 годах.

## Академические степени
Сегодня в школе обучается 160 преподавателей и более 600 студентов. Академия является независимым учреждением, признанным Советом высшего образования Израиля, но также сотрудничает с Еврейским университетом Иерусалима. В школе есть факультет исполнительских искусств, факультет композиции, дирижирования и музыкального образования, а также факультет танца, движения и нотации движений.
- Бакалавр музыки (B. Mus.).
- Бакалавр музыкального образования (B. Ed. Mus.).
- Бакалавр танца (B.Dance) совместно с Еврейским университетом Иерусалима.
- Магистр музыкальных искусств (MA Mus.) совместно с Еврейским университетом Иерусалима.

## Высшая школа
Высшая школа Академии расположена в здании Юнеса и Сорайи Назарян в Гиват Рам, рядом с главным зданием Академии. Учебная программа, основанная в конце 1960-х годов, сочетает в себе общие знания со специализацией в области музыки и танцев.

## Летние программы
Академия проводит ежегодную двухнедельную программу под названием « Международный летний институт струнных инструментов».

## Консерватория
Консерватория предлагает индивидуальное и групповое обучение музыке и танцам для школьников с пяти лет. Студенты посещают специальные семинары и мастер-классы, проводимые старшими преподавателями Академии, а также выступают в качестве солистов и ансамблей в Израиле и за рубежом. В настоящее время в консерватории обучаются более 700 студентов.

## Известные выпускники
- Дэвид Д’Ор
- Офир Бен Шитрит (1995 г.р.), певец
- Дэвид Бизич (1975 г.р.), оперный баритон
- Натан Бранд (1944-90), классический пианист.
- Дрора Брук (1966 г.р.), блокфлейта
- Дэвид Д’Ор (1965 г.р.), певец, композитор и автор песен
- Нога Эрез (1989 г.р.), певец
- Рики Гай (род. ок. 1975), полностью лирическое сопрано
- Гилад Ацмон (1963 г.р.), джазовый саксофонист и академик
- Нурит Хирш (1942 г.р.), композитор, аранжировщик и дирижёр
- Вальтер Хаутциг (1921 г.р.), классический пианист
- Даниэлла Кертес (1989 г.р.), актриса
- Тамар Лало (1989 г.р.), магнитофон
- Наоми Шемер (1930—2004), автор песен
- Роберт Старер (1924—2001), композитор и пианист
- Эдна Стерн (1977 г.р.), пианистка
- Илан Волков (1976 г.р.), дирижёр оркестра
- Ицхак Едид (1971 г.р.), израильско-австралийский композитор классической музыки и джазовый пианист
- Лиор Рознер (1969 г.р.), израильско-американский композитор классической музыки и музыки для фильмов